# Tagaza
Tagaza (Tagaza) ou Tegaza (Tegaza) é um centro de extração de sal abandonado situado num lago seco na região desértica do norte do Mali. Foi uma importante fonte de halita para a África Ocidental até o fim do século XVI quando foi abandonada e substituída pelo lago seco de Taudeni que localiza-se a 150 quilômetros a sudoeste. O sal das minas de Tagaza formou uma porção importante do comércio transaariano de longa distância. Seu lago seco está situado a 857 quilômetros de Sijilmassa (em Marrocos), 787 quilômetros a norte-noroeste de Tombuctu (no Mali) e 731 quilômetros a norte-nordeste de Ualata (na Mauritânia).

## Antigas fontes árabes

Rotas transaarianas do Saara Ocidental c. 1000-1500

Império Songai em sua maior extensão

As minas de Tagaza são mencionado pela primeira pelo nome (como Tagara) cerca de 1275 pelo geógrafo Zacarias de Gasvim que gastou boa parte de sua vida no Iraque, mas obteve informação de um viajante que visitou o Sudão Ocidental. Ele escreveu que a cidade estava situada ao sul do Magrebe próximo do oceano e que as rampas, muralhas e telhados dos edifícios foram feitos de sal que foi extraído por escravos dos massufas, uma tribo dos berberes, e exportado para o Sudão por uma caravana que chegava uma vez ao ano. Uma descrição similar foi fornecida pelo autor mais antigo Albacri em 1068 para as minas de sal num lugar que ele chamou Tantalal, situada a 20 dias de Sijilmassa. é possível que estas fossem as mesmas minas.
Em 1352, o viajante marroquino ibne Batuta chegou em Tagaza após uma jornada de 25 dias de Sijilmassa em seu caminho através do deserto do Saara à Ualata para visitar o Império do Mali. Segundo ibne Batuta, não havia árvores, apenas areia e as minas de sal. Ninguém vivia na vila além dos escravos massufas que cavavam em busca do sal e viviam dos bens importados de Sijilmassa e do vale do Drá, da carne de camelo e milhete importado do Sudão. Os edifícios eram construídos de lajes de sal e cobertos com peles de camelo.
O sal era cavado do chão e cortado em lajes grossas, duas das quais foram carregadas sobre cada camelo. O sal era levado através do deserto para Ualata e vendido. O valor do sal foi principalmente determinado pelos custos do transporte. Ibne Batuta menciona que o valor quadruplicou quando transportado entre Ualata e a capital maliana, que tem sua localização incerta. Apesar da pequeneza e insignificância da vila, ela foi inundada com ouro maliano. Ibne Batuta não apreciou sua visita ao encontrar uma água salobra e uma vila cheia de moscas.
Estas minas de sal tornaram-se conhecidas na Europa não muito depois da visita de ibne Batuta uma vez que Tagaza foi descrita no Atlas Catalão de 1375 numa rota transaariana ligando Sijilmassa e Tombuctu. Cerca de 1510, Leão Africano gastou 3 dias em Tagaza. Em sua Descrição da África ele menciona que a localização das minas, 20 dias de jornada de uma fonte de comida, significava que havia risco de fome. À época da visita de Leão, Ualata não era mais um terminal relevante para o comércio transaariano e o salto foi levado para Tombuctu no sul. Como ibne Batuta antes dele, Leão reclamou da água salobra.

## Império Songai
Em algum momento durante o século XVI, Tagaza tornar-se-ia parte dos domínios do Império Songai que tinha sua capital em Gao, sobre o rio Níger, 970 quilômetros através do Saara. Abedal Sadi em sua História do Sudão relata os esforços dos governantes marroquinos para controlar as minas dos songais durante o século XVI. Cerca de 1540, o sultão saadiano Amade Alaraje solicitou ao governante songai Ásquia Ixaque I a concessão das minas de Tagaza, pedido que Ixaque I teria respondido enviando homens para invadir uma cidade no vale do Drá como demonstração de seu poder.
Em 1556-1557, o sultão Maomé Axeique ocupou Tagaza e matou o representante de Ásquia. Contudo, os tuaregues mudaram a produção para outro mina chamada Tagaza Alguizlame ("Tagaza das gazelas"). Em sua sucessão em 1578, Amade Almançor solicitou os impostos de Tagaza, mas Ásquia Daúde respondeu com um presente generoso de 47 quilos de ouro. Em 1586, uma pequena força saariana de 200 mosqueteiros novamente ocupou Tagaza e os tuaregues moveram-se para outro sítio - provavelmente Taudeni.
Finalmente, uma nova exigência por Amade Almançor em 1589–90 encontrou a resistência de Ásquia Ixaque II. Isso forneceu o pretexto para Amade Almançor enviar um exército de 4 000 mercenários através do Saara liderado pelo espanhol Judar Paxá. A morte do líder songai em 1591 na Batalha de Tondibi levou ao colapso do império. Após a conquista, Tagaza foi abandonada e Taudeni, situada 150 quilômetros a sudoeste e mais próxima de Tombuctu, tomou seu lugar como a principal produção de sal.

## Ruínas
Em 1828, o explorador francês René Caillié parou em Tagaza em sua jornada através do Saara de Tombuctu. Ele estava viajando com uma grande caravana que incluía 1 400 camelos transportando escravos, ouro, marfim, goma e penas de avestruz. Nessa época, segundo relatado, as ruínas de casas construídas com tijolos de sal ainda eram claramente visíveis.
Em Tagaza há ruínas de dois assentamentos diferentes, um em cada lado do antigo lago seco (ou sebkha). Eles estão separados a uma distância de 3 quilômetros. O maior, situado mais a oeste, estendeu-se por uma área de aproximados 400 metros por 200 metros. Todas as casas, exceto a mesquita, foram alinhados na direção noroeste-sudeste, perpendicular ao vento prevalente. As casas no assentamento mais a leste foram alinhadas do mesmo modo e ocuparam uma área de 200 metros por 180 metros. A razão para a existência de dois assentamentos não é conhecida, mas poderia estar conectada com a função de Tagaza como mina de sal e como ponto de paragem em uma das importantes rotas transaarianas.